# Beatia
Beatia (łac. Biatiensis, hiszp. Beaza) - stolica historycznej diecezji w Andaluzji (Hiszpania) w metropolii Toledo. Z diecezji tej wywodzi się współczesna Diecezja Jaén. Obecnie Beatia to katolickie biskupstwo tytularne. Od 2012 do 2017 biskupem tytularnym Beatii był Wiesław Śmigiel, dotychczasowy biskup pomocniczy pelpliński.

## Biskupi tytularni
| Lp. | Biskup              | Funkcja                               | Od               | Do                |
| --- | ------------------- | ------------------------------------- | ---------------- | ----------------- |
| 1   | Albin Małysiak      | biskup pomocniczy krakowski (Polska)  | 14 stycznia 1970 | 16 lipca 2011     |
| 2   | Wiesław Śmigiel     | biskup pomocniczy pelpliński (Polska) | 24 marca 2012    | 11 listopada 2017 |
| 3   | José Cobo Cano      | biskup pomocniczy Madrytu (Hiszpania) | 29 grudnia 2017  | 12 czerwca 2023   |
| 4   | Juan Carlos Londoño | biskup pomocniczy Quebecu (Kanada)    | 12 grudnia 2023  |                   |